# JOY-eux Noël
JOY-eux Noël (Joy to the World) est un épisode spécial Noël de la série télévisée britannique Doctor Who diffusé à l'occasion des fêtes de Noël le 25 décembre 2024 sur BBC One et Disney+.
Ce spécial Noël est le premier à ne pas être écrit par le showrunner actuel de la série, ici, Russell T Davies.

## Distribution
- Ncuti Gatwa (VFB : Maxime Van Santfoort) : Quinzième Docteur
- Nicola Coughlan[2] (VFB : Shérine Seyad) : Joy Almondo
- Joel Fry (VFB : Pierre Lognay) : Trev Simpkins
- Steph de Whalley (VFB : Julia Kaye) : Anita Benn
- Jonathan Aris (VFB : Pierre Bodson) : Melnak, le Silurien manageur de l'Hotel
- Julia Watson (VFB : Carine Seront) : Hilda Flockhart
- Peter Benedict : Basil Flockhart
- Niamh Marie Smith : Sylvia Trench
- Phil Baxter : Edmund Hillary
- Samuel Sherpa-Moore : Tenzing Norgay
- Ruchi Rai : Réceptionniste
- Joshua Leese : M. Seul
- Ell Potter : Serveur
- Liam Prince-Donnelly : Barman
- Fiona Marr : Angela Grace
- Fiona Scott : Maman de Joy
- Millie Gibson : Ruby Sunday

## Accroche
Lorsque Joy ouvre une porte secrète de l'Hôtel du Temps, elle découvre le danger, les dinosaures et le Docteur. Mais un plan meurtrier se déroule à travers la planète, juste à temps pour Noël.

## Résumé
Le Docteur arrive à l'Hôtel du Temps, un établissement en 4202 qui permet aux gens de prendre des vacances à différents moments de l'histoire de l'humanité. Le Docteur obtient l'aide de Trev, un employé de l'hôtel, et commence à enquêter sur un homme mystérieux tenant une mallette. Trev est amené à tenir la mallette, ce qui prend le contrôle de son esprit, puis prend le contrôle du manageur silurien de Trev. Trev se désintègre à cause de la mallette. Le Silurien arrive dans la chambre d'hôtel de Joy Almondo en 2024, suivi par le Docteur.
La mallette prend le contrôle de Joy, provoquant la désintégration du Silurien, mais le Docteur parvient à ouvrir la mallette et trouve un objet étrange à l'intérieur. La mallette menace de tuer Joy si le Docteur ne donne pas le code de sécurité. Un Docteur du futur arrive et donne le code au Docteur du présent. Le futur Docteur scelle le chemin du retour à l'Hôtel du Temps, laissant le Docteur actuel bloqué en 2024. Le Docteur prend un emploi à l'hôtel où séjournait Joy, se liant d'amitié avec la gérante, Anita, en attendant l'ouverture d'un chemin vers l'Hôtel du Temps en 2025.
Le Docteur retour à l'Hôtel du Temps via un hôtel de New York et donne le code à son ancien lui, partant avec Joy. Le Docteur la critique en lui disant qu'aucune personne qui se respecte ne resterait seule dans un hôtel le jour de Noël. Cela pousse Joy à s'énerver, expliquant que sa mère est décédée à l'hôpital à Noël, Joy ne pouvant dire au revoir qu'à travers un écran en raison des réglementations dû au Covid-19. Cette colère permet à Joy de briser le contrôle mental. La mallette se déconnecte de Joy, et se révèle être originaire de l'entreprise Villengard. Villengard envisage de faire exploser une "graine d'étoile" pour l'utiliser comme source d'énergie, utiliser le voyage dans le temps de l'hôtel pour le laisser dans le passé et grandir.
La mallette est mangée par un T-Rex, et le Docteur et Joy s'enfuient. Trev, qui s'est connecté psychiquement au système de Villengard avant sa mort, contacte le Docteur via son Tournevis Sonique. Trev révèle l'emplacement de la mallette et le Docteur la trouve scellée dans un sanctuaire. Le Docteur parvient à l'ouvrir, mais Joy sort la mallette, révélant qu'elle a laissé la graine entrer en elle. Joy et les autres personnes tuées par la graine la pilotent dans l'espace, où elle explose en toute sécurité. Alors que le Docteur retourne à l'Hôtel du Temps, il est révélé que l'étoile créée par la graine était l'Étoile de Bethléem.

## Continuité
- L'épisode voit le retour des Siluriens dont la dernière apparition était dans l'épisode En Apnée de la Saison 8 (2014) et Le Corbeau de la Saison 9 (2015) en tant que caméo.
- Le Docteur mentionne le "Paradoxe de l'écrivain", déjà évoqué au début de l'épisode Avant l'inondation de la Saison 9 (2015).
- L'entreprise Villengard, apparue dans l'épisode Le Docteur danse de la Saison 1 (2005) puis BOUM de la Saison 1 (2024), est au centre de l'épisode.
- L'expression "mavité" est employée de nouveau, à la suite des évènements du spécial Aux Confins de l'Univers des 60 ans de la série.
- Forcé d'attendre un an avant l'ouverture du passage vers l'hôtel du temps, le Docteur prend un travail ; chose qui était déjà arrivée dans l'épisode L'école des retrouvailles de la Saison 2 (2006), le double épisode La Famille de Sang et Smith, la Montre et le Docteur de la Saison 3 (2007), Tournée d'adieu de la Saison 6 (2011), Le Gardien de la Saison 8 (2014) et tout au long de la Saison 10 (2017).
- Lorsque Anita tend une ventouse au Docteur, celui-ci rétorque "c'est armé ?". Faisant référence à l'iconique ventouse des Daleks.
- Dans la chambre d'hôtel du Docteur, des dessins représentant des motifs gallifreyans sont affichés.
- Le Docteur évoque sans les nommer les Anges Pleureurs pendant une partie de jeu de l'oie avec Anita. Il mentionne également Ruby Sunday continuant sa vie, à la suite des évènements du double épisode final de la Saison 1 (2024) La Légende de Ruby Sunday et L'Empire de la mort. Le personnage apparait en fin d'épisode en tant que caméo.
- Le Docteur modifie le GPS d'Anita pour qu'il l'amène "là où elle doit aller" et non là où elle veut aller, chose qui avait déjà été mentionné entre le Docteur et le TARDIS dans l'épisode L'Âme du TARDIS de la Saison 6 (2011) de la même façon que le système du navigation du TARDIS. La voiture d'Anita est d'ailleurs peinte en bleue, de la même couleur que le TARDIS.